# Куп домаћих нација 1908.
Куп домаћих нација 1908. (службени назив: 1908 Home Nations Championship) је било 26. издање овог најелитнијег репрезентативног рагби такмичења Старог континента.
Велшани су освојили Гренд слем.

## Такмичење
Велс - Енглеска 28-18
Велс - Шкотска 6-5
Енглеска - Ирска 13-3
Ирска - Шкотска 16-11
Ирска - Велс 5-11
Шкотска - Енглеска 16-10

## Табела
|   | Селекција                     | ИГ | Д | Н | И | ПД | ПП | ПР  | Б |  |
| - | ----------------------------- | -- | - | - | - | -- | -- | --- | - |  |
| 1 | Рагби репрезентација Велса    | 3  | 3 | 0 | 0 | 45 | 28 | +17 | 6 |  |
| 2 | Рагби репрезентација Шкотске  | 3  | 1 | 0 | 2 | 32 | 32 | 0   | 2 |  |
| 3 | Рагби репрезентација Енглеске | 3  | 1 | 0 | 2 | 41 | 47 | -6  | 2 |  |
| 4 | Рагби репрезентација Ирске    | 3  | 1 | 0 | 2 | 24 | 35 | -11 | 2 |  |